# Araslövs församling
Araslövs församling är en församling som utgör ett eget pastorat i Villands och Gärds kontrakt i Lunds stift i Svenska kyrkan. Församlingen ligger i Kristianstads kommun i Skåne län.

## Administrativ historik
Församlingen har haft medeltida ursprung i en tidigare existens och var då 1638 annexförsamling i pastoratet Färlöv, (Norra) Strö och Araslöv, innan den införlivades i Färlövs församling.
2003 bildades församlingen åter genom sammanslagning av Färlövs församling, Norra Strö församling och Önnestads församling.

## Kyrkor

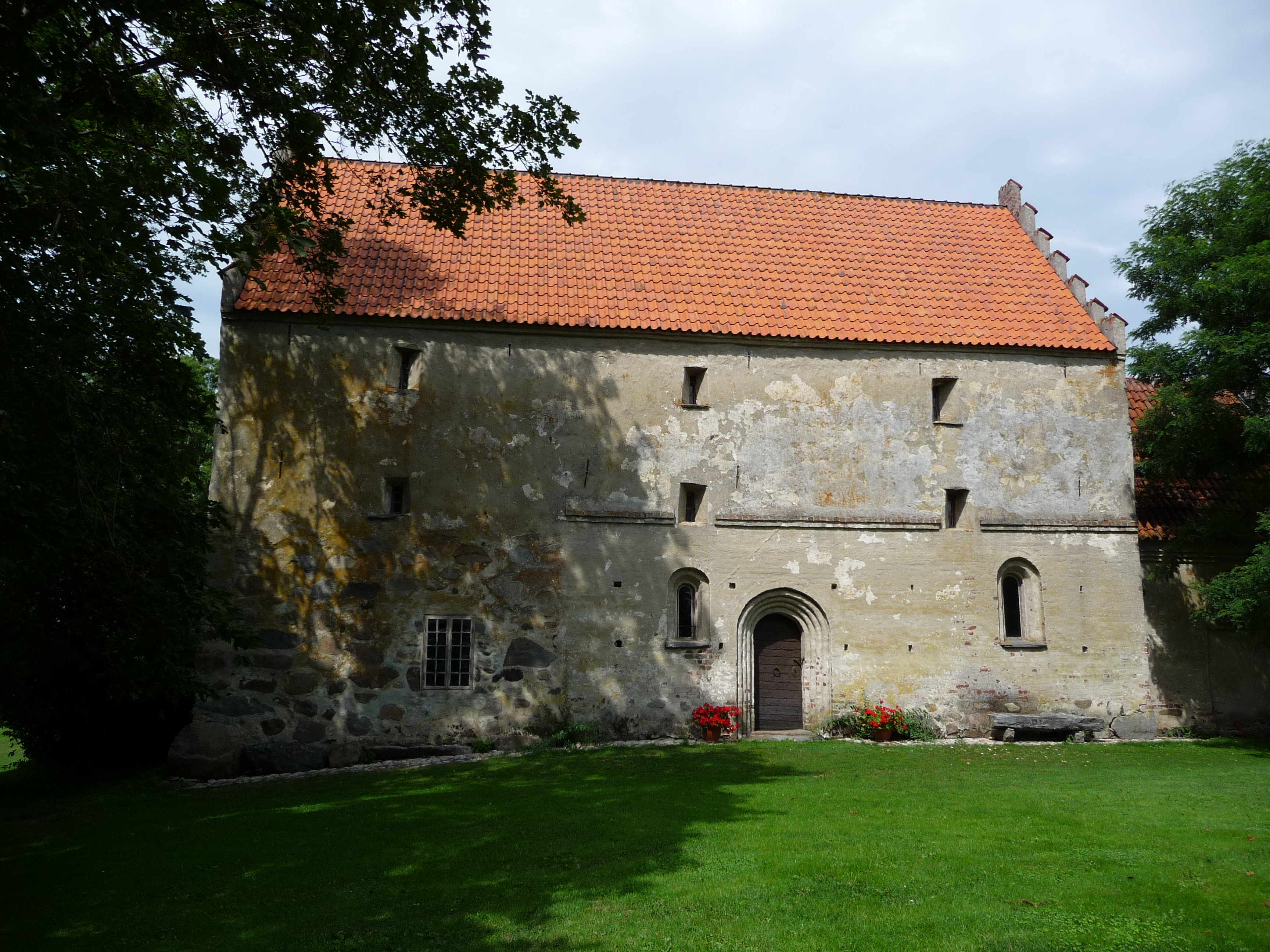
Araslövs kyrka (medeltida ödekyrka)
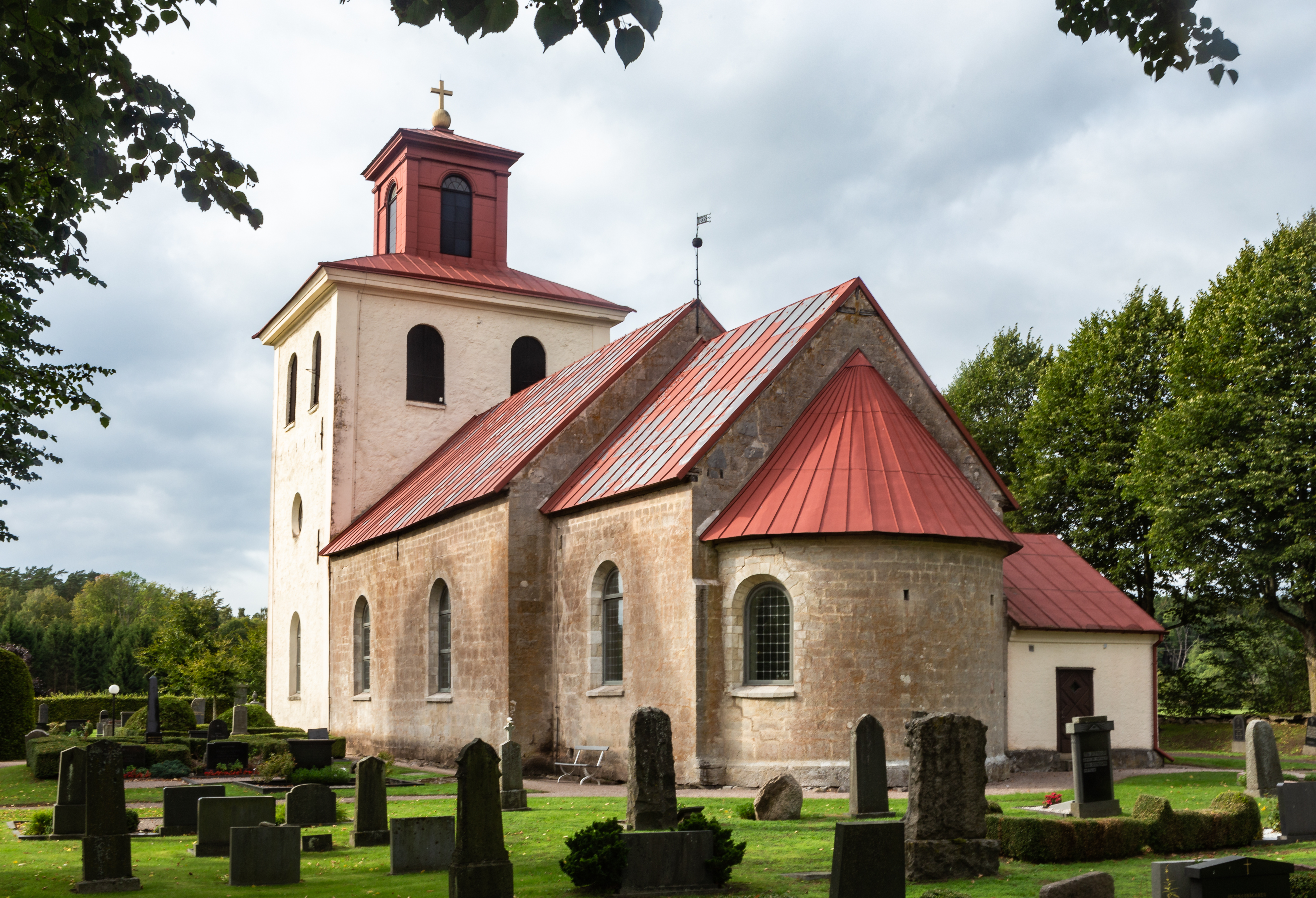
Norra Strö kyrka
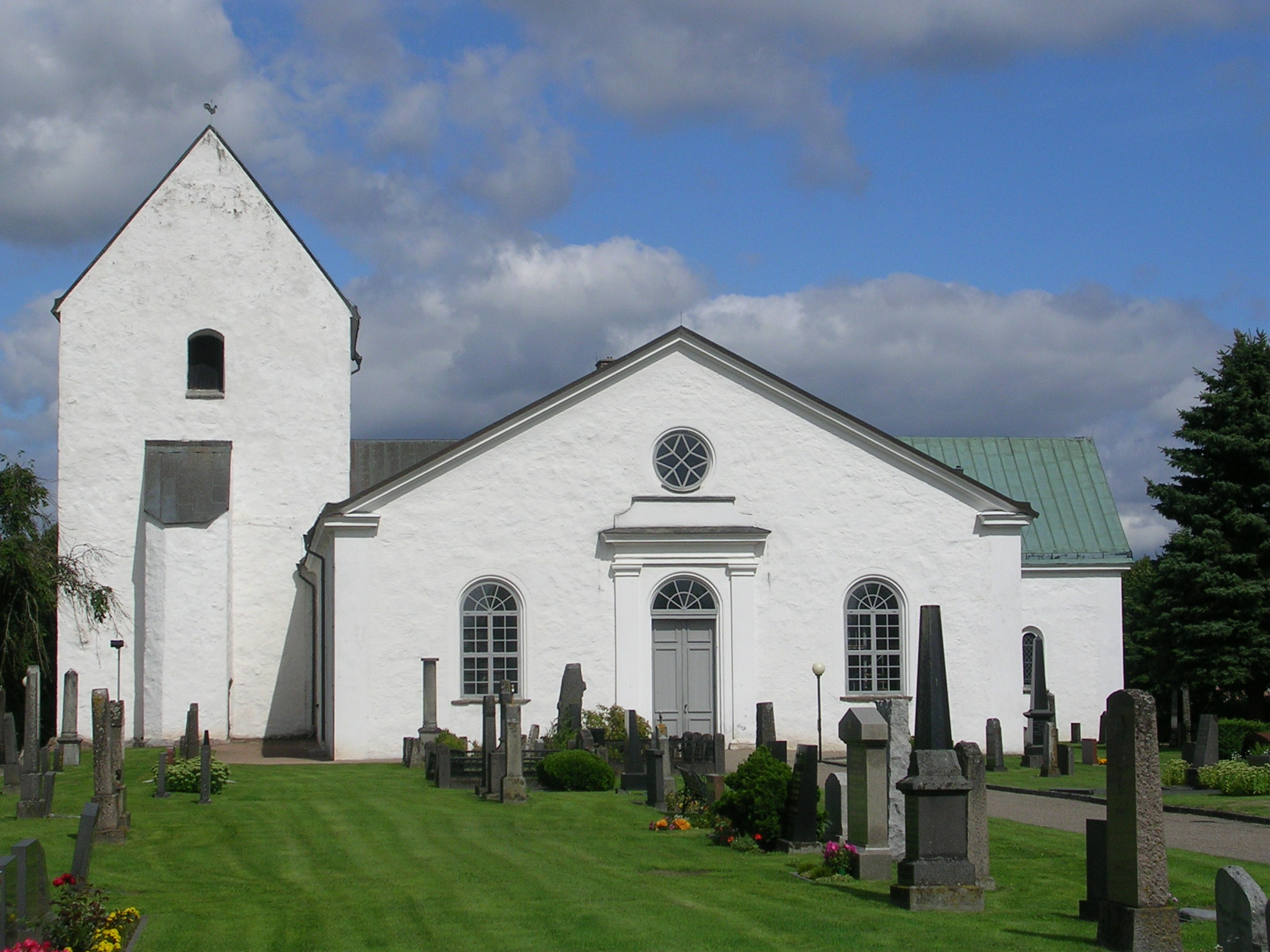
Önnestads kyrka